# Hramše
Hramše (Duits: Chramschen) is een plaats in Slovenië en maakt deel uit van de gemeente Žalec in de NUTS-3-regio Savinjska. De plaats telde 186 inwoners op 1 januari 2020.